# Metropolia Ravenna-Cervia
Metropolia Ravenna-Cervia – jedna z 40 metropolii Kościoła Rzymskokatolickiego we Włoszech. Została erygowana 30 września 1986 roku.

## Diecezje
- Archidiecezja Ravenna-Cervia
  - Diecezja Cesena-Sarsina
  - Diecezja Forlì-Bertinoro
  - Diecezja Rimini
  - Diecezja San Marino-Montefeltro